# Luis Helguera
Luis Helguera Bujía (Ferrol, 9 giugno 1976) è un dirigente sportivo, allenatore di calcio ed ex calciatore spagnolo, di ruolo centrocampista, direttore sportivo del Las Palmas.
È fratello minore di Iván, anch'egli calciatore.

## Carriera

### Giocatore
Cresciuto nelle giovanile del Manchego, debutta nella Liga spagnola nel 1997 con il Real Saragozza, dove milita per altri due stagioni, giocando in totale 20 partite. Arriva in Italia nel 2000, acquistato dall'Udinese, con cui gioca due buoni, e tribolati, campionati (54 presenze e un gol contro il Venezia), per poi far ritorno in Spagna, all'Alavés dove gioca 22 partite nel campionato 2002-2003.
Ceduto alla Fiorentina, impegnata nella rincorsa alla promozione in A, gioca solo 10 partite a causa di un infortunio e di qualche prestazione sottotono, per poi passare, nel mercato invernale, in prestito all'Ancona, impegnato in una difficile salvezza, dove scende in campo in 13 occasioni senza riuscire a far evitare la retrocessione alla propria squadra. Nella stagione 2004-2005 rientra a Firenze ma in quel campionato non scenderà mai in campo a causa di un gravissimo infortunio, così nell'estate del 2005, svincolato, arriva al L.R. Vicenza dove, dopo un inizio difficile, è diventato uno dei punti fermi del centrocampo biancorosso (36 le sue presenze a fine stagione), nel ruolo di regista davanti alla difesa; qualità che conferma anche nella stagione 2006-2007 e in quella successiva.
Nell'agosto del 2008 rescinde il contratto con la squadra veneta e ritorna in Spagna, all'Huesca, dove gioca fino al 2013.

### Dopo il ritiro
Dopo essersi ritirato dall'attività agonistica assume il ruolo di vice-allenatore dell'Huesca, per poi passare, nell'estate del 2015, a ricoprire la carica di direttore sportivo del Las Palmas.